# Mao: den sanna historien
Mao: Den sanna historien är en biografi över Mao Zedong skriven av Jon Halliday och Jung Chang. Den ger en mycket kritisk bild av Mao och menar att han var en sorts psykopat.
Boken har fått ett blandat mottagande, med såväl positiva som negativa recensioner. En del av kritiken går ut på att boken är dåligt faktamässigt underbyggd.